# Vakhtang Ier d'Ibérie
Pour les articles homonymes, voir Vakhtang et Gorgasali.
Vakhtang Ier d'Ibérie (en géorgien : ვახტანგ I გორგასალი) ou saint Vakhtang Gorgasali (440 - 502 ou 522 ?) est un roi d'Ibérie. Son règne marque l'entrée de l'histoire de la Géorgie dans le Moyen Âge. Il est considéré de plus comme un saint dans l'Église orthodoxe géorgienne.

## Biographie
Vakhtang est le fils du roi Mihrdat ou Mithridate V de Karthlie et de son épouse, la reine Sagdoukht de Ran, la fille de Barzabol, marzban perse de Transcaucasie. Vakhtang devient roi d'Ibérie à la mort de son père en 447, alors qu'il n'a que sept ans. Sa mère exerce alors la régence jusqu'à sa majorité qu'il atteint en 458. Sagdoukht a laissé durant sa régence les aznaouris (nobles) prendre le pouvoir et Vakhtang n'est considéré à son avènement que comme un roi fantoche. Il n'accepte pas ce fait et soumet la noblesse géorgienne. Il s'allie une première fois avec les Alains, dont il épouse la fille du roi, puis par la suite, avec le Chah de Perse Péroz Ier. Il va avec lui jusqu'en Inde pour combattre les Hephtalites (ou Huns blancs) entre 475 et 476 puis retourne en Ibérie, ou Karthlie, vers 477.
Selon la légende, l'évêque de Mtskheta Michel Ier lui aurait donné un coup de pied alors qu'il recevait la communion, en 457. Le roi est tellement en colère qu'il le renvoie et veut le remplacer. Il envoie alors une ambassade au nouvel Auguste d'Orient Léon Ier qui lui envoie un certain Petré ou Pierre. Celui-ci devient évêque de Mtskheta en 457 mais Vakhtang lui offre le glorieux titre de Catholicos d'Ibérie. Vakhtang devient ainsi le fondateur du Catholicossat d'Ibérie qui existe encore aujourd'hui.
En 482, Vakhtang Ier fait assassiner le pitiarkhch ou vitaxe (vice-roi) pro-perse Varsken de Gogarène, de la famille des Mihranides, pour avoir fait de son pays un pays zoroastrien. Ce dernier est également celui qui fait assassiner Chouchanik Mamikonian, considérée aujourd'hui comme une martyre de l'Église orthodoxe de Géorgie. Pour ce fait, Vakhtang est exilé en Lazique, mais revient bientôt à la charge avec plusieurs troupes en Karthlie en 485. Il est aidé par l'empereur Zénon et bat les Perses en 502. C'est au cours de la bataille finale qu'il reçoit le surnom persan de Gorgassal (Tête de loup), en rapport avec la forme ou la nature de son casque.
Selon la légende, Vakhtang aurait fondé la ville de Tbilissi, aujourd'hui la capitale de la Géorgie, sur des sources d'eau chaude, vers 480 (Tbili veut dire « chaud » en géorgien). Il meurt en 502 ou en 522 et est considéré comme un saint de l'Église orthodoxe géorgienne. Il est fêté le 30 novembre.

## Mariage et descendance
Selon la Chronique géorgienne, Vakhtang Ier a eu deux épouses :
1) en 459 Balendoukht, princesse perse, fille putative du roi Ormizd III (?), dont il a eu  :
- Dachi ou Vatché II ;
- et une fille, selon Cyrille Toumanoff.

2) en 489 Elene, princesse byzantine, parente (fille putative) de l'empereur Léon Ier ou Zénon (?), dont il a eu deux enfants :
- Léon, mort avant 534, coarchiduc d'Ibérie occidentale en 522 et ancêtre des Gouaramides ;
- Mihrdat, coarchiduc d'Ibérie occidentale en 522 puis prince de Djavakhétie-Calarzène en 534 ;
- un fils et deux filles, selon Toumanoff.

## Honneurs
L'astéroïde (79086) Gorgasali est nommé en son honneur.